# Gunnar Heine

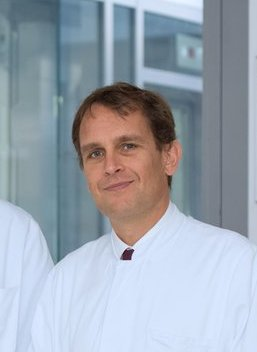
Gunnar Heine (2018)

Gunnar Henrik Heine (* 14. Januar 1972 in Münster) ist ein deutscher Nephrologe. Er ist Chefarzt am Agaplesion Markus Krankenhaus in Frankfurt am Main, außerplanmäßiger Professor (apl. Prof.) am Universitätsklinikum des Saarlandes und Mitglied im Vorstand der Deutschen Gesellschaft für Nephrologie.

## Werdegang
Gunnar Heine ist Sohn des ehemaligen Direktors der orthopädischen Klinik des Universitätsklinikums Mainz, Jochen Heine, und von Dewer Antje Heine. Er studierte Humanmedizin an der Universität des Saarlandes in Homburg und an der Universität Rennes 1 in Frankreich. 1998 wurde er an der Universität des Saarlandes mit der Dissertation über die "Orale Prämedikation mit niedrig dosiertem Midazolam vor ophthalmochirurgischen Eingriffen in Retrobulbäranästhesie : eine placebokontrollierte, doppeltmaskierte Studie zur präoperativen Streßreaktion" unter der Betreuung von Doktorvater Holger Gabriel promoviert. Die Approbation erfolgte 1999 ebenfalls dort. 2004 beendete Heine die Weiterbildung zum Facharzt für Innere Medizin, 2006 folgte die Anerkennung der Schwerpunktbezeichnung Nephrologie (Nierenheilkunde). Mit der Arbeit CD14++CD16+ Monozyten als Prognosemarker der Atherosklerose bei chronischer Nierenerkrankung habilitierte sich Heine 2007 an der Universität des Saarlandes. 2012 folgte die Ernennung zum außerplanmäßigen Professor. Ab 2005 arbeitete Gunnar Heine als Oberarzt in der Klinik für Innere Medizin IV am Universitätsklinikum des Saarlandes.
Seit 2018 leitet er als Chefarzt die Medizinische Klinik II für Nephrologie, Hochdruck- und Gefäßkrankheiten am Agaplesion Markus Krankenhaus in Frankfurt am Main.
Im August 2024 wurde Gunnar Heine als Nachfolger von Uwe Heemann zum kooptierten Mitglied im Vorstand der Deutschen Gesellschaft für Nephrologie, die Wahl zum vollständigen Vorstandsmitglied folgte im September 2024.
Gunnar Heine ist Mitglied des wissenschaftlichen Beirats der Firma AMBOSS GmbH, Berlin. Zudem war er Mitinitiator des YouTube-Kanals MARKUS@HOMe.

## Preise
- 2017: Nils-Alwall-Preis der Deutschen Gesellschaft für Nephrologie[8]
- 2011: Alois-Lauer-Förderpreis für Medizin der Alois-Lauer-Stiftung[9]